# Speocyclops psezuapsensis
Speocyclops psezuapsensis – gatunek widłonoga z rodziny Cyclopidae. Nazwa naukowa tego gatunku skorupiaków została opublikowana w 1965 roku przez radzieckiego zoologa Jewgienija Władimirowicza Boruckiego.